# Травяное (озеро, Лоухский район, западное)
Травяное — озеро на территории Кестеньгского сельского поселения Лоухского района Республики Карелии.

## Общие сведения
Площадь озера — 1 км². Располагается на высоте 125,7 метров над уровнем моря.
Форма озера продолговатая: оно вытянуто с запада на восток. Берега каменисто-песчаные, преимущественно заболоченные.
Из восточной оконечности озера вытекает река Травяная, впадающая в озеро Кереть, из которого берёт начало река Кереть, впадающая в Белое море.
По центру озера расположен один относительно крупный (по масштабам водоёма) остров без названия.
Код объекта в государственном водном реестре — 02020000711102000002187.